# باتريك إبيرت

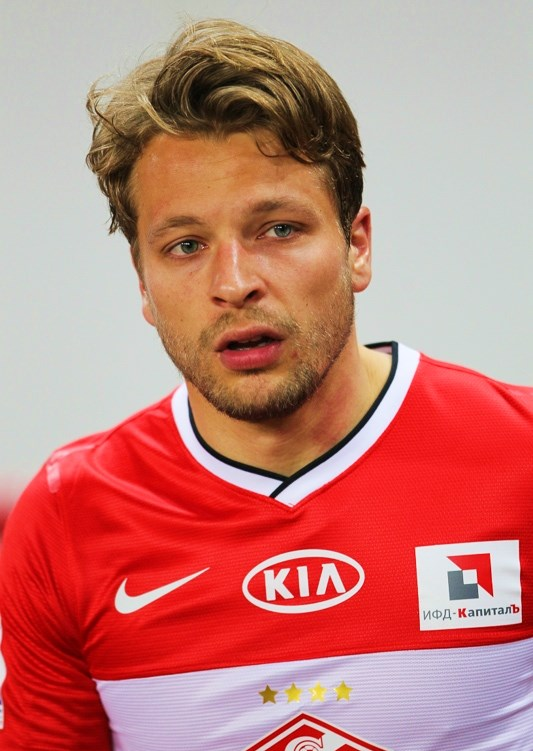

باتريك إبيرت (بالألمانية: Patrick Ebert)‏ (مواليد 17 مارس 1987 في بوتسدام - ألمانيا الشرقية) لاعب كرة قدم ألماني يلعب حالياً لصالح نادي الدرجة الأولى هرتا برلين الألماني منذ 1998 في مركز الجناح .

## روابط خارجية
- باتريك إبيرت على موقع اتحاد تركيا (لاعب) (الإنجليزية)
- باتريك إبيرت على موقع إي إس بي إن إف سي (الإنجليزية)
- باتريك إبيرت على موقع قاعدة بيانات كرة القدم.إي يو (الإنجليزية)
- باتريك إبيرت على موقع بيانات كرة القدم. دي إي (الألمانية)
- باتريك إبيرت على موقع Soccerbase.com (لاعب) (الإنجليزية)
- باتريك إبيرت على موقع Soccerway.com (الإنجليزية)
- باتريك إبيرت على موقع عالم كرة القدم.نت (الإنجليزية)
- باتريك إبيرت على موقع كووورة
- باتريك إبيرت على موقع AS.com (الإسبانية)